# Fritz Noether
Fritz Noether   (Erlangen, 7 d'octubre de 1884 - Oriol, 10 de setembre de 1941) va ser un matemàtic alemany.

## Vida i Obra
Noether era fill de Max Noether i germà d'Emmy Noether, tots dos coneguts matemàtics de família jueva. Va cursar l'ensenyament bàsic a Erlangen i va començar els estudis universitaris de física i matemàtiques el 1904 a la seva universitat. que era on donava classes el seu pare. Després de dos cursos va anar a la universitat de Múnic, en la qual va obtenir el doctorat el 1909 amb una tesi dirigida per Aurel Voss, però fortament influenciada per Arnold Sommerfeld. Després d'ampliar estudis a la universitat de Göttingen, el 1911 va aconseguir l'habilitació docent a la universitat de Karlsruhe, amb una conferència sobre la llei de resistència de Stokes.
Els deu anys següents va ser professor a Karlsruhe fins que el 1921 va començar treballar a Siemens. Però no hi va estar massa temps, perquè el 1922 va ser nomenat professor de la Universita Tècnica de Breslau. El 1933, en dictar-se les lleis antisemites del govern nazi, no li eren d'aplicació perquè havia sigut combatent ferit a la Primera Guerra Mundial i guardonat amb la Creu de Ferro, però els estudiants radicals van organitzar-li diverses protestes, tant per jueu com per esquerranista, que el van convèncer d'abandonar el país. Va marxar amb la seva dona i dos fills ja adults (nascuts el 1912 i 1915) a la Unió Soviètica i el 1934 ja treballava a la universitat estatal de Tomsk i al seu institut de recerca en mecànica.
La seva dona, Regina, de família catòlica pietosa i filla d'un oficial alemany, va ser incapaç d'entendre la situació, va patir una crisi nerviosa i va tornar a Alemanya a cura d'una germana, però es va suïcidar el 1935. Amb pocs dies de diferència moria la seva germana, Emmy, de càncer als Estats Units. La història no va jugar al seu favor: el 1937, enmig de les purgues estalinistes, va ser arrestat, acusat de ser un agent alemany. Els seus fills van ser expulsats del país (després van ser científics de prestigi als Estats Units) i ell va acabar sent condemnat a 25 anys de presó a finals de 1938. El que es coneix de la seva vida a partir d'aquest moment és molt confús. Els esforços de Hermann Weyl per treure'l de l'Unió Soviètica van ser infructuosos. Després de passar per diverses presons, sembla que va ser executat el 1941 al camp de concentració d'Oriol (Rússia).
El 1988, el Tribunal Suprem de la Unió Soviètica, va declarar totalment nul i sense efecte el procés judicial seguit contra Fritz Noether i el va rehabilitat completament, demanant disculpes als seus fills, que mai van deixar de batallar pel nom del seu pare i per conèixer, infructuosament, el seu lloc d'enterrament.